# Jastrebovi
Jastrebovi (lat. Accipitridae), porodica ptica iz reda Accipitriformes kojoj pripadaju orlovi, škanjci, eje  (Circus), lunje (Milvus), jastrebovi, kopci i supovi (orlušine).
Svi predstavnici porodice jastrebova su grabežljivci koji se hrane manjim sisavcima, pticama i zmijama pa se odlikuju oštgrim zakrivljenim kljunom i dugim kandžama. Najveći među pravim jastrebima (rod Accipiter) je Accipiter gentilis, dug oko 70cm s rasponiom krila oko 1 metar.
Porodica jastrebova zajedno s porodicama Cathartidae, Pandionidae i Sagittariidae čini red jastrebovki.

## Rodovi po potporodicama

### PotporodicaCircaetinae
1. Dryotriorchis
2. Circaetus
3. Pithecophaga
4. Spilornis
5. Terathopius

### PotporodicaButeoninae
1. Percnohierax
2. Geranospiza
3. Geranoaetus
4. Buteo
5. Parabuteo
6. Buteogallus
7. Busarellus
8. Leucopternis
9. Kaupifalco
10. Butastur
11. Rupornis
12. †Bermuteo

izvori za rodove

### PotporodicaAquilinae
1. Stephanoaetus
2. Spizaetus
3. Nisaetus
4. Lophotriorchis
5. Lophaetus
6. Hieraaetus
7. Clanga
8. Aquila
9. Polemaetus
10. Ictinaetus

### PotporodicaHaliaeetinae
1. Haliaeetus
2. Ichthyophaga

### PotporodiucaElaninae
1. Elanus
2. Chelictinia
3. Gampsonyx
4. Elanoides

### PotporodicaPerninae
1. Aviceda
2. Henicopernis
3. Pernis
4. Leptodon
5. Chondrohierax
6. Hamirostra
7. Lophoictinia
8. Macheiramphus

izvori za rodove

### PotporodicaAegypiinae
1. Aegypius
2. Gyps
3. Necrosyrtes
4. Sarcogyps
5. Torgos
6. Trigonoceps

### PotporodicaGypaetinae
1. Eutriorchis
2. Gypaetus
3. Gypohierax
4. Neophron
5. †Anchigyps

### PotporodicaCircinae
1. Circus

### PotporodicaPolyboroidinae
1. Polyboroides

### PotporodicaMilvinae
1. Haliastur
2. Harpagus
3. Milvus
4. Ictinia
5. Rostrhamus
6. Helicolestes

### PotporodicaAccipitrinae
1. Accipiter
2. Melierax
3. Urotriorchis
4. Erythrotriorchis
5. Megatriorchis

### PotporodicaHarpiinae
1. Morphnus
2. Harpia
3. Harpyopsis
4. †Harpagornis

### PotporodicaMelieraxinae
1. Melierax

## Neke vrste[3]
- Pernis apivorus - škanjac osaš
- Milvus milvus - crvena lunja
- Milvus korschum - mrka lunja[nedostaje izvor]
- Milvus migrans - crna lunja[nedostaje izvor]
- Haliaeetus albicilla - štekavac
- Accipiter gentilis - jastreb
- Accipiter badius - šikra
- Accipiter brevipes - kratkoprsti kobac
- Accipiter nisus - kobac
- Buteo rufinus - riđi škanjac
- Buteo buteo - škanjac
- Hieraaetus pennatus - patuljasti orao
- Aquila fasciata - prugasti orao
- Haliaeetus leucocephalus - bjeloglavi štekavac
- Aquila clanga - orao kliktaš
- Aquila pomarina - orao klokotaš
- Aquila heliaca - orao krstaš
- Aquila chrysaetos - suri orao
- Neophron percnopterus - crkavica
- Gypaetus barbatus - kostoberina
- Aegypius monachus - sup starješina
- Gyps fulvus - bjeloglavi sup
- Circaetus gallicus - zmijar
- Circus cyaneus - eja strnjarica
- Circus macrourus - stepska eja
- Circus pygargus - eja livadarka
- Circus aeruginosus - eja močvarica
- Elanus caeruleus - crnokrila lunja

## Ostali projekti
|  | Zajednički poslužitelj ima još gradiva o temi Jastrebovi |
|  | Wikivrste imaju podatke o taksonu Jastrebovima           |